# 野澤站
野澤站（日语：／ Nozawa eki */?）是位於福島縣耶麻郡西會津町野澤字下小屋乙3183番地，東日本旅客鐵道（JR東日本）的磐越西線車站。

## 歷史
曾經在毎年6月舉行大山祇神社例大祭時會設有團體包車服務。在該期間，毎日設有1至2班臨時列車（通稱：大山臨、野澤臨）。隨後，由於磐越自動車道開通，使用觀光巴士的參詣者增加，臨時列車的班次漸減。近年，沒有大山臨（野澤臨）的班次。

### 年表
- 1913年（大正2年）8月1日[1]：鐵道院岩越線 山都站至此站之間開通，此站啟用。
- 1914年（大正3年）11月1日：岩越線 此站至津川站之間開通，現在的磐越西線全線開通。
- 1987年（昭和62年）4月1日：伴隨國鐵分割民營化，車站由東日本旅客鐵道（JR東日本）營運[3]。

## 車站構造
此站是地面車站，設有1面2線的島式月台（1、2號月台）和1面1線的單式月台（3號月台），共有2面3線的月台。車站大樓（南邊）島式月台之間設有跨線橋。在島式月台和單式月台於會津若松一方設有站內平交道連接。
這座車站是由新津站管理的簡易委託車站，委托西會津町負責車站業務。站內設置了POS終端。在車站大樓設有售票處、乘車站證明票發行機、廁所（濕廁）和自動販賣機。在候車室內展出了磐越西線四季的列車相片，均由愛好者捐贈。此站設有由新津運輸區管理的乘務員宿舍（設有1架列車夜間停泊）。

### 月台
| 月台 | 路線      | 上下行 | 方向           | 備註               |
| ---- | --------- | ------ | -------------- | ------------------ |
| 1    | ■磐越西線 | 下行   | 新津、新潟方向 |                    |
| 2    | ■磐越西線 | 上行   | 會津若松方向   |                    |
| 3    | ■磐越西線 | 下行   | 新津、新潟方向 | 從此站出發列車使用 |
| 3    | ■磐越西線 | 上行   | 會津若松方向   | 從此站出發列車使用 |

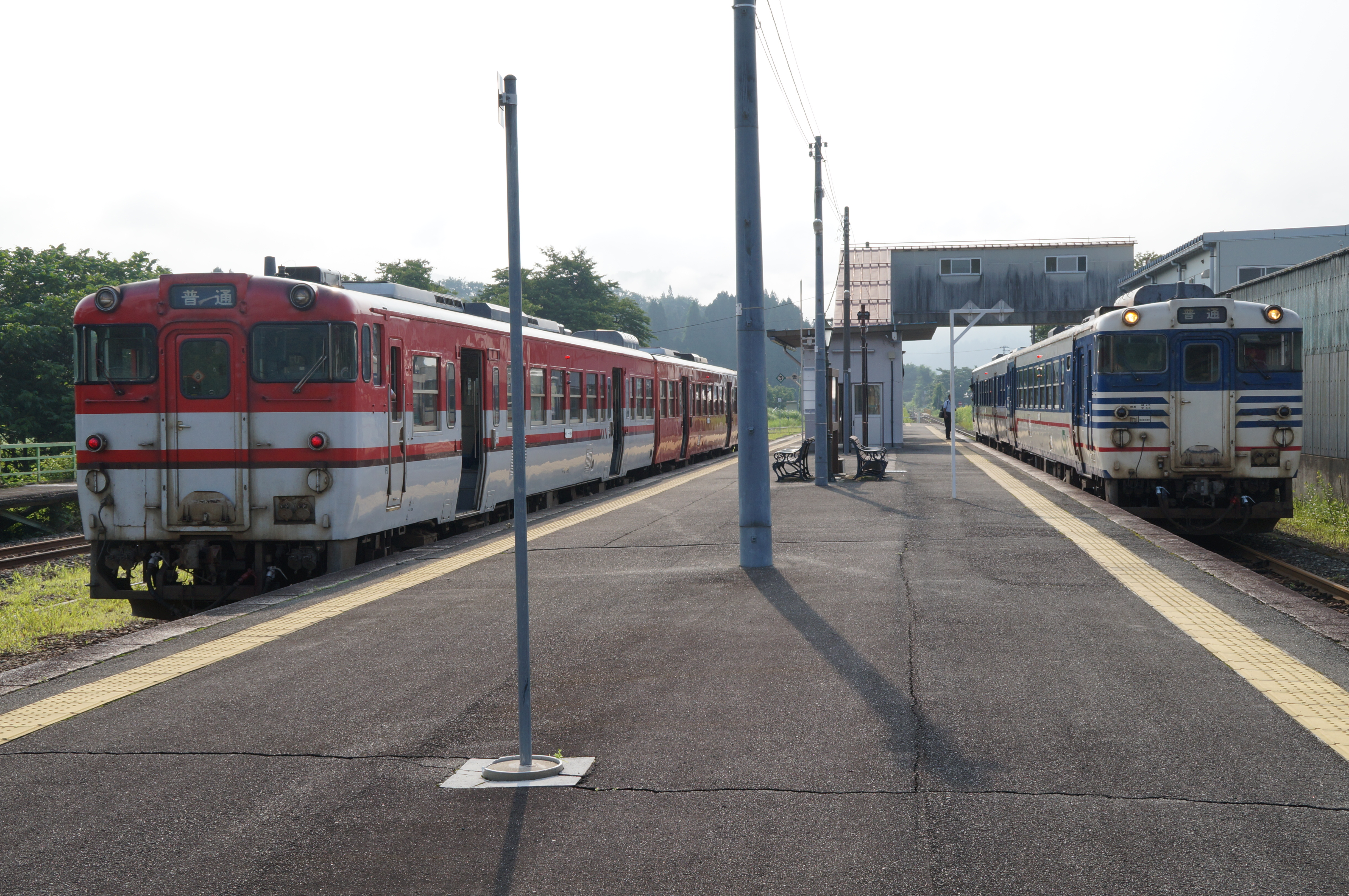
1號月台（右邊）、2號月台（左邊） （2013年8月）
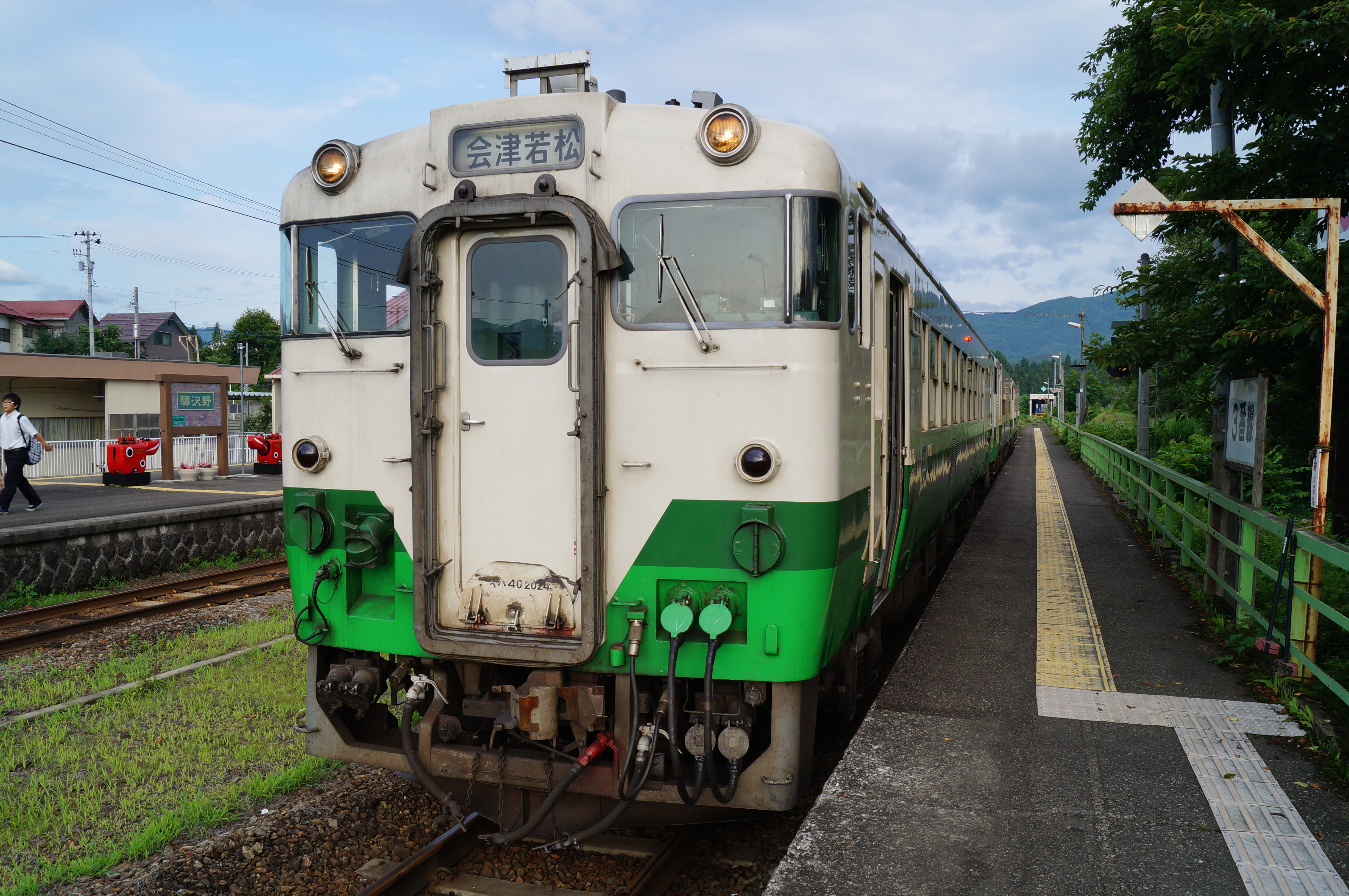
3號月台停站中的KiHa40系 （2013年7月）
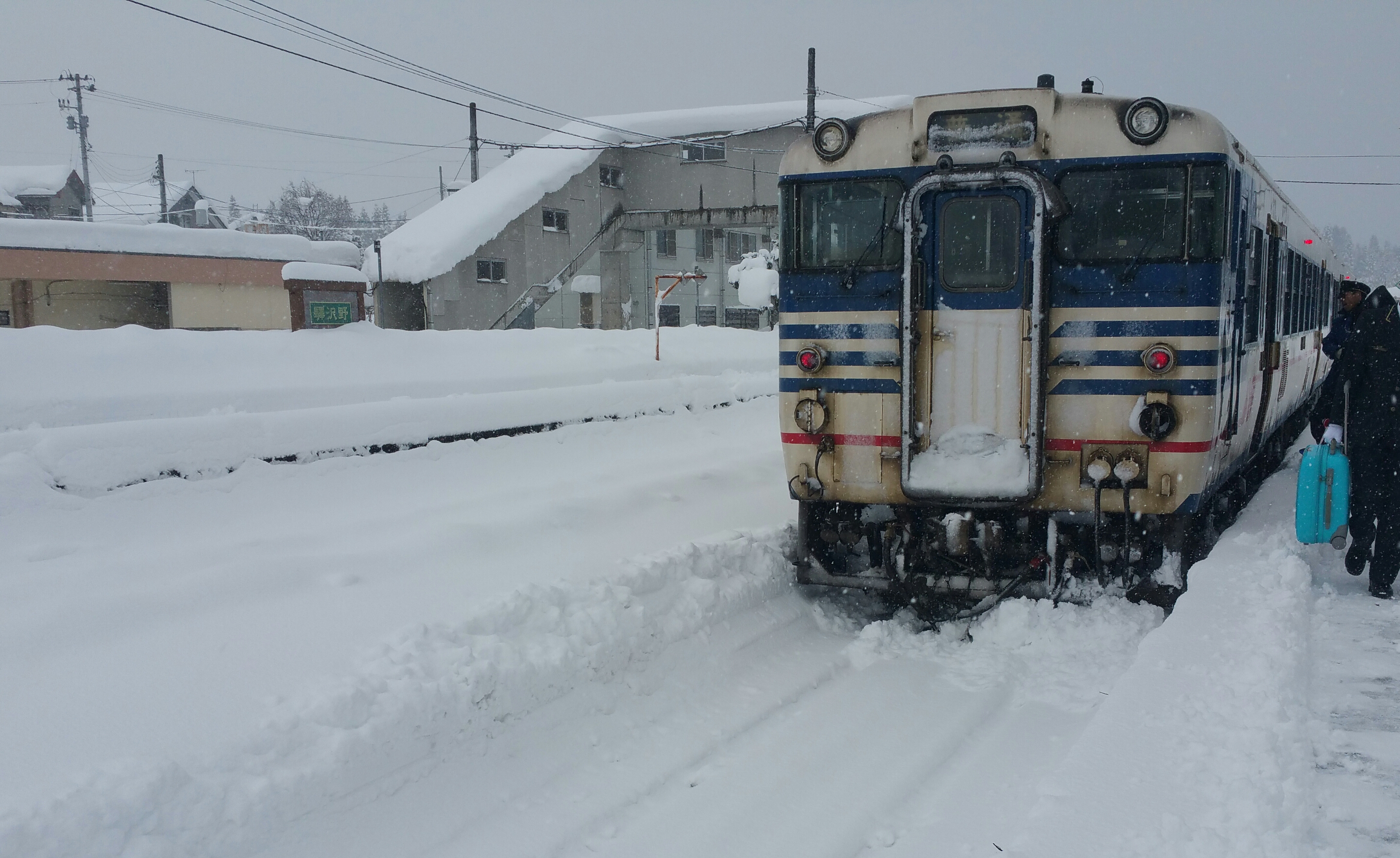
冬天的野澤站（2014年12月）

## 使用狀況
根據「JR東日本」的資料，在2019年度（令和元年度）1日平均乘車人次為121人。
以下列出近年乘車人次變化：
| 年度               | 1日平均 乘車人次 | 參考資料        |
| ------------------ | ---------------- | --------------- |
| 2000年（平成12年） | 287              | [ 利用客数 2 ]  |
| 2001年（平成13年） | 251              | [ 利用客数 3 ]  |
| 2002年（平成14年） | 239              | [ 利用客数 4 ]  |
| 2003年（平成15年） | 251              | [ 利用客数 5 ]  |
| 2004年（平成16年） | 252              | [ 利用客数 6 ]  |
| 2005年（平成17年） | 244              | [ 利用客数 7 ]  |
| 2006年（平成18年） | 218              | [ 利用客数 8 ]  |
| 2007年（平成19年） | 210              | [ 利用客数 9 ]  |
| 2008年（平成20年） | 221              | [ 利用客数 10 ] |
| 2009年（平成21年） | 215              | [ 利用客数 11 ] |
| 2010年（平成22年） | 191              | [ 利用客数 12 ] |
| 2011年（平成23年） | 157              | [ 利用客数 13 ] |
| 2012年（平成24年） | 165              | [ 利用客数 14 ] |
| 2013年（平成25年） | 191              | [ 利用客数 15 ] |
| 2014年（平成26年） | 165              | [ 利用客数 16 ] |
| 2015年（平成27年） | 172              | [ 利用客数 17 ] |
| 2016年（平成28年） | 159              | [ 利用客数 18 ] |
| 2017年（平成29年） | 156              | [ 利用客数 19 ] |
| 2018年（平成30年） | 133              | [ 利用客数 20 ] |
| 2019年（令和元年） | 121              | [ 利用客数 1 ]  |

## 車站周邊
此站位於西會津町中心。
- 西會津町公所
- 西會津町立野澤小學
- 西會津町立西會津中學
- 福島縣立西會津高等學校（日语：福島県立西会津高等学校）
- 大山祇神社 (西會津町)（日语：大山祇神社 (西会津町)）[2]
- 道之驛西會津（日语：道の駅にしあいづ）
- 福島縣道339號大久保野澤停車場線（日语：福島県道339号大久保野沢停車場線）
- 國道49號（日语：国道49号）
- 西會津交匯處（日语：西会津インターチェンジ）、西會津停車區 - 磐越自動車道
- 野澤郵局
- 芝草簡易郵局
- 會津巴士（日语：会津乗合自動車）野澤營業所
- 如法寺（日语：如法寺 (福島県西会津町)） - 以「鳥追觀音」而知名的寺。寺內存於了掃雪機Ki 621、Ki 172。距離車站2.5公里（西會津町民巴士（日语：西会津町民バス）大久保線巴士站）。

## 巴士路線
- 西會津町民巴士（日语：西会津町民バス）
- 會津乘合自動車（日语：会津乗合自動車）
  - 前往會津若松站前的高速巴士（日语：会津若松 - 新潟線）

## 相鄰車站
東日本旅客鐵道（JR東日本）
■磐越西線
- 臨時快速「SL磐越物語」停車站

□快速「阿賀野」
荻野－德澤－鹿瀨
■普通
尾登－德澤－上野尻

## 注腳

### 使用狀況
1. 1 2  . 東日本旅客鐵道.   [2020-07-13]. （原始内容存档于2020-07-10） （日语）.
2. ↑  . 東日本旅客鐵道.   [2019-02-24]. （原始内容存档于2018-02-13） （日语）.
3. ↑  . 東日本旅客鐵道.   [2019-02-24]. （原始内容存档于2019-04-02） （日语）.
4. ↑  . 東日本旅客鐵道.   [2019-02-24]. （原始内容存档于2019-04-02） （日语）.
5. ↑  . 東日本旅客鐵道.   [2019-02-24]. （原始内容存档于2019-04-02） （日语）.
6. ↑  . 東日本旅客鐵道.   [2019-02-24]. （原始内容存档于2019-02-23） （日语）.
7. ↑  . 東日本旅客鐵道.   [2019-02-24]. （原始内容存档于2019-04-02） （日语）.
8. ↑  . 東日本旅客鐵道.   [2019-02-24]. （原始内容存档于2019-03-27） （日语）.
9. ↑  . 東日本旅客鐵道.   [2019-02-24]. （原始内容存档于2017-08-08） （日语）.
10. ↑  . 東日本旅客鐵道.   [2019-02-24]. （原始内容存档于2019-04-02） （日语）.
11. ↑  . 東日本旅客鐵道.   [2019-02-24]. （原始内容存档于2019-04-02） （日语）.
12. ↑  . 東日本旅客鐵道.   [2019-02-24]. （原始内容存档于2016-03-27） （日语）.
13. ↑  . 東日本旅客鐵道.   [2019-02-24]. （原始内容存档于2019-04-02） （日语）.
14. ↑  . 東日本旅客鐵道.   [2019-02-24]. （原始内容存档于2019-04-02） （日语）.
15. ↑  . 東日本旅客鐵道.   [2019-02-24]. （原始内容存档于2019-03-06） （日语）.
16. ↑  . 東日本旅客鐵道.   [2019-02-24]. （原始内容存档于2019-03-06） （日语）.
17. ↑  . 東日本旅客鐵道.   [2019-02-24]. （原始内容存档于2019-03-23） （日语）.
18. ↑  . 東日本旅客鐵道.   [2019-02-24]. （原始内容存档于2019-02-14） （日语）.
19. ↑  . 東日本旅客鐵道.   [2019-02-24]. （原始内容存档于2019-03-25） （日语）.
20. ↑  . 東日本旅客鐵道.   [2019-07-21]. （原始内容存档于2019-07-05） （日语）.

## 外部連結
- 車站資訊（野澤）：東日本旅客鐵道（日語）
- 鳥追觀音 如法寺 （页面存档备份，存于）（日語） - 官方網站。在「境內的資訊」中，記載了除雪車（Ki 621）、犁式除雪車（Ki 172）的展示處。